# Cyanotis lourensis
Cyanotis lourensis är en himmelsblomsväxtart som beskrevs av Raymond Albert Alfred Schnell. Cyanotis lourensis ingår i släktet Cyanotis och familjen himmelsblomsväxter.
Artens utbredningsområde är Guinea. Inga underarter finns listade.